# Mitsuru Hasegawa
Mitsuru Hasegawa (japanisch 長谷川 満 Hasegawa Mitsuru; * 3. Februar 1979 in der Präfektur Fukui) ist ein ehemaliger japanischer Fußballspieler.

## Karriere
Hasegawa erlernte das Fußballspielen in der Universitätsmannschaft der Meiji-Universität. Seinen ersten Vertrag unterschrieb er 2001 bei YKK (heute: Kataller Toyama). Der Verein spielte in der dritthöchsten Liga des Landes, der Japan Football League. Am Ende der Saison 2008 stieg der Verein in die J2 League auf. Ende 2010 beendete er seine Karriere als Fußballspieler.